# بسلة
البسلة أو البِسِلَّى أو البزيلياء أو بسلى (الاسم العلمي: Pisum) هي جنس من النباتات تتبع الفصيلة البقولية من رتبة الفوليات.

## أنواع البسلة
- بسلة حبشية
- بسلة سيفية الأوراق
- بسلة قزمية
- بسلة كهرمانية
- بسلة متباينة الأوراق
- بسلة مزروعة
- بسلة هلباء
- بسلة إغريقية
- بسلة أحادية الزهرة
- بسلة أزميرية
- بسلة أمريكية
- بسلة برودية
- بسلة بستانية
- بسلة بيضاء
- بسلة جبلية
- بسلة جلبانية
- بسلة حرجية
- بسلة حمراء
- بسلة خصبة
- بسلة خضراء
- بسلة خضراء البذور
- بسلة خيمية
- بسلة درنية
- بسلة دقيقة
- بسلة ذات رائحة
- بسلة رباعية الزوايا
- بسلة ربيعية
- بسلة رقيقة الفلقات
- بسلة سبخية
- بسلة سوداء
- بسلة سورية
- بسلة سيبيرية
- بسلة صغيرة الأزهار
- بسلة صفراء
- بسلة صوفية المتاع
- بسلة عالية
- بسلة عريضة الأوراق
- بسلة غامضة
- بسلة قرمزية
- بسلة قنفاء
- بسلة كبيرة البذور
- بسلة كبيرة الثمار
- بسلة مألوفة
- بسلة مبرغلة
- بسلة مبكرة النضج
- بسلة متعددة الأزهار
- بسلة مجعدة
- بسلة مرجية
- بسلة مرقشة
- بسلة مزرقة
- بسلة مقشورة اللحاء
- بسلة منتجة
- بسلة وردية